# ایزایر
ایزایر (به انگلیسی: IZair) یک شرکت هواپیمایی با کد یاتا 4I است که در تاریخ ۲۰۰۵ میلادی تأسیس شده است.
دفتر مرکزی ایزایر در ازمیر، ترکیه واقع شده‌است.